# The Hermetic Organ, Vol. 12
The Hermetic Organ Vol. 12 - The Bosch Requiem è un album dal vivo, e l'undicesimo della serie The Hermetic Organ del compositore jazz statunitense John Zorn, pubblicato il 19 aprile 2024 dalla Tzadik Records.

## Descrizione

### L'album
L'album venne registrato il 3 e 4 novembre 2023 alla Grote Kerk di 's-Hertogenbosch, nei Paesi Bassi. È un tributo al pittore olandese Hieronymus Bosch.

### I brani

#### Part One: Crossing the River Styx
Part One: Crossing the River Styx venne registrato il 3 novembre, e fu parte di un'esecuzione privata pomeridiana tenuta dal solo John Zorn, dove egli cerca di portare le possibilità sonore dell'organo a canne alle loro estremità.

#### Part Two: A Pilgrimage Through Hell
Part Two: A Pilgrimage Through Hell, invece, fu parte dell'esecuzione pubblica tenuta il giorno seguente.
Durante l'esecuzione, John Zorn aveva due organi a canne a disposizione, ed usava dei pesi per tenere giù il pedale di sustain mentre passava da un organo all'altro. Quello che il pubblico non scoprì, però, è che John Medeski iniziò a suonare il secondo organo sotto direzione di John Zorn, lasciando alcune persone perplesse sugli effetti sonori sovrastanti.

## Tracce

### Office Nr. 30 - The Bosch Requiem
Musiche di John Zorn.
1. Part One: Crossing the River Styx – 17:04
2. Part Two: A Pilgrimage Through Hell – 29:15

Durata totale: 46:19

## Formazione
- John Zorn – organo a canne
- John Medeski – organo a canne (traccia 2)